# 寬恕

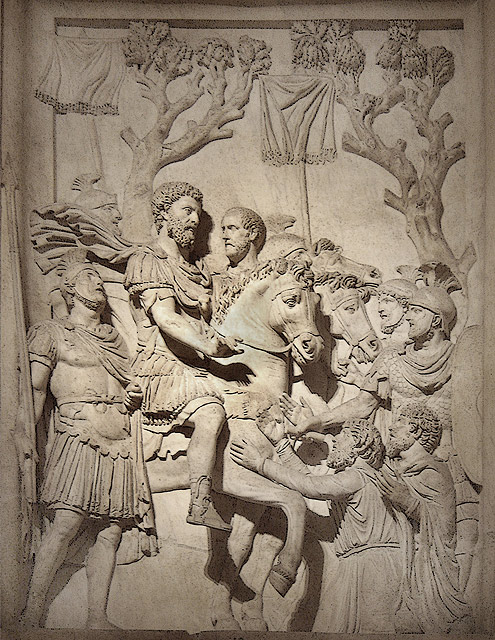
羅馬皇帝馬爾庫斯·奧列里烏斯饒恕被征服者，現藏于羅馬卡比托利欧博物馆

寬恕，或饒恕、原諒，是一種自願行爲，其中行爲人（即受害者）放棄針對加害方的消極感情（復仇等），甚至還能為對方祝好。相較之下，赦免則是由特定的社會代表（如法官）宣佈不再追究加害方的責任，未必代表受害人的主觀意見。但在法律上寬恕實際也有效力，如債權人可借此放棄對借債者的追究。寬恕常被視為一種美德，宗教學、心理學和社會學等學科會研究其作用及原理。

## 研究

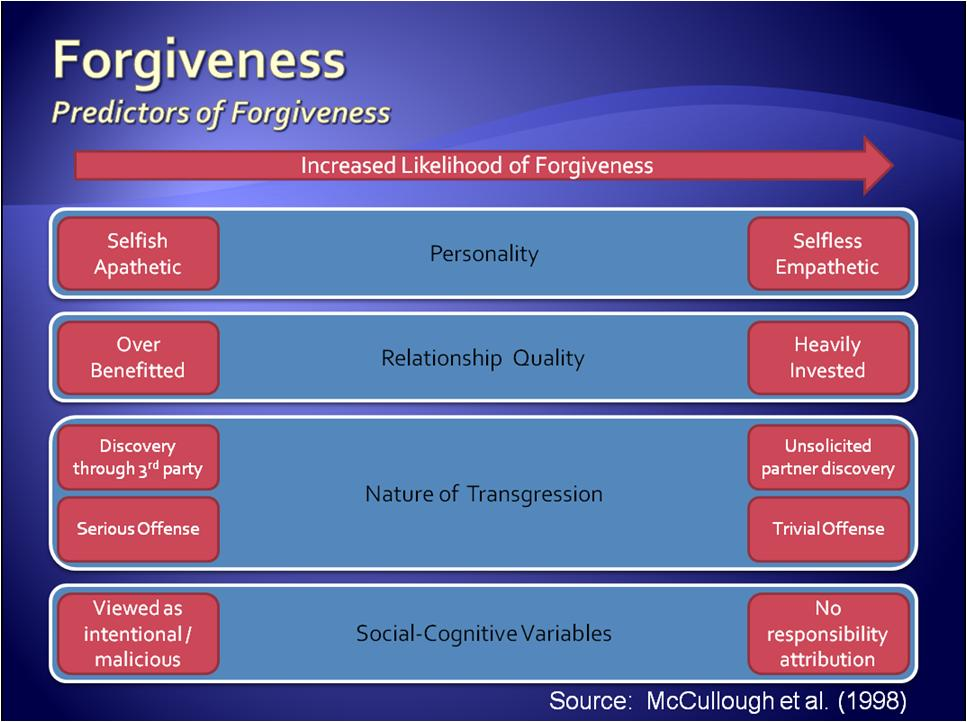
亲密关系中與寬恕近似的情感

心理學上尚未對寬恕的定義達成一致，不過最起碼它是一個延續的“過程”，同時心理學家已經提出了一系列描述此過程的模型。此外還有研究注重寬恕程度在人際間的差異，如神經質和易怒的人即使在很長一段時間之後也很難原諒加害者，甚至會籌劃報復行爲。
而容易原諒別人的人通常活得更加開心、健康。有研究顯示這類人的循環系統及神經系統都比不容易原諒他人者更加健康。斯坦福大學的弗雷德·拉斯金（Fred Luskin）博士發現可以通過學習使得人更加寬容，從而更加健康。

## 外部連結
- 中的“寬恕”
- Mindgarden.com （页面存档备份，存于） The Enright Forgiveness Inventory for Research